# Suchovršice
Suchovršice település Csehországban, Trutnovi járásban. Suchovršice Velké Svatoňovice, Úpice, Batňovice és Trutnov településekkel határos. Lakosainak száma 373 fő (2024. január 1.).

## Népesség
A település lakosságának változását az alábbi diagram mutatja:
| Lakosok száma | 582  | 662  | 777  | 530  | 366  | 341  | 376  | 369  | 361  | 373  |
|               | 1869 | 1900 | 1921 | 1961 | 1980 | 2011 | 2016 | 2019 | 2021 | 2024 |